# Wetterau
Wetterau er et frugtbart landskab i Hessen i Tyskland. Området ligger mellem Frankfurt am Main, Taunus og Vogelsberg. Landskabet er opkaldt efter floden Wetter. Wetterau har givet navn til landkredsen Wetteraukreis. 
50°17′N 8°57′Ø / 50.28°N 8.95°Ø